# Sportclub Heerenveen
El Sportclub Heerenveen (pronunciación: [ˈspɔrt.ˌklʏp ˈɦeːr.ə(n).ˌveːn]) (Frisón: SK It Hearrenfean) es un equipo de fútbol de los Países Bajos, en la ciudad de Heerenveen. Fue fundado en 1920 y juega en la Eredivisie, la máxima categoría del fútbol nacional.

## Historia
El club se funda en 1920, adoptando el nombre de Athleta. Posteriormente se llamaría Spartaan, y luego, v.v.Heerenveen. Cuando Alemania invadió los Países Bajos, el entonces v.v. Heerenveen se había convertido en el campeón del norte holandés en tres ocasiones, y una vez que la Segunda Guerra Mundial había concluido, el club volvería a reeditar sus éxitos, de los pies de Abe Lenstra. En ese mismo periodo, se produjo una de las mayores hazañas del club: con Lenstra en el plantel, el club remontó un 1-5 en tan solo 25 minutos, y acabó ganando por 6-5, nada más ni nada menos que ante el Ajax Ámsterdam.
Con la salida de Lenstra, el Heerenveen decayó en una crisis de juego y resultados, que acabaría con descensos de categoría. En 1970 lograría ganar la Tweede Divisie, extinto campeonato amateur.
En 1990 ascendió de categoría, específicamente a la primera división, pero en su primera temporada en la elite, acabó antepenúltimo y consumó su descenso a segunda. Tan solo cuatro años después regresaría a la máxima categoría, donde se ha mantenido hasta la actualidad. En el año 1995 compite por vez primera en Europa, concretamente en la Copa Intertoto, donde llegó hasta los cuartos de final, siendo eliminado por el Girondins de Bordeaux francés. El equipo frisón volvería a disputar el mismo torneo (las primeras veces que lo ha hecho fue por invitación), pero en 1998 finaliza en la sexta posición, pero pudo competir en la desaparecida Recopa de Europa, ya que el Ajax había ganado la liga y la copa nacionales.
En ese torneo, el club solo llega a segunda ronda (siendo eliminado ante el NK Varteks croata); aunque en la misma campaña 1998-99, el equipo logra finalizar en la séptima posición, plaza que le permitió disputar la Copa Intertoto del año 1999, accediendo hasta las semifinales (donde cayó ante el West Ham United).
En el 2000, consiguió un histórico subcampeonato de liga, y le permitió disputar por primera y única vez la Liga de Campeones de Europa de la temporada 2000-01. En ese torneo quedó emparejado con el Valencia CF, el Olympique Lyon y el Olympiacos FC, aunque terminó colista con tan solo cuatro puntos (producto de un triunfo ante los griegos y un meritorio empate en Mestalla).
En 2001 vuelve a disputar la Intertoto (eliminado ante el FC Basel), pero al finalizar la campaña 2001-02, el club se clasificó para jugar por primera vez la Copa de la UEFA -aunque el equipo cayó en primera fase ante el FC Naţional Bucureşti rumano.
En la Intertoto 2003, el Heerenveen llegaría hasta la final, perdiéndola ante el Villarreal español.
En temporadas más recientes, el club ha tenido buenos resultados en la Eredivisie, llegando a jugar los playoff para calificar a la Copa UEFA.
En 2009 consiguió ganar por primera vez la Copa de los Países Bajos, derrotando en la final al FC Twente por lanzamientos penales tras empatar a dos goles en tiempo reglamentario y suplementario.
Dentro de aquella historia, el Heerenveen ha tenido a varios jugadores que destacana en varias competiciones de liga en Europa, como es el caso de Ruud van Nistelrooy, Jon Dahl Tomasson, Klaas-Jan Huntelaar, Miralem Sulejmani y Afonso Alves.

## Uniforme
- Uniforme titular: Camiseta a rayas blanquiazules con 7 lírios marinos rojos, pantalones blancos y medias blancas, adoptando la bandera frisia.

- Uniforme alternativo: Camiseta, pantalón y medias negras.

## Estadio
El estadio donde el Heerenveen juega sus partidos como local es el Abe Lenstra Stadion, en memoria del fallecido futbolista Abe Lenstra. El estadio tiene una capacidad para 26.800 espectadores encontrándose el público muy cerca de los jugadores.

## Palmarés
- Tweede Divisie (categoría amateur): 1969-70
- Copa de los Países Bajos: 2008-09

## Participación en competiciones europeas
| Temporada | Competición      | Ronda            | Club                   | Cómputo global | Ida      | Vuelta     |          |
| --------- | ---------------- | ---------------- | ---------------------- | -------------- | -------- | ---------- | -------- |
| 1995      | Intertoto Cup    | Grupo 4          | Næstved BK             | 2-1            | 2-1 (C)  |            | 1º Lugar |
| 1995      | Intertoto Cup    | Grupo 4          | Ton Pentre FC          | 7-0            | 7-0 (F)  |            | 1º Lugar |
| 1995      | Intertoto Cup    | Grupo 4          | Békéscsabai Előre FC   | 4-0            | 4-0 (C)  |            | 1º Lugar |
| 1995      | Intertoto Cup    | Grupo 4          | União Leiria           | 0-1            | 0-1 (F)  |            | 1º Lugar |
| 1995      | Intertoto Cup    | 1/8              | Farul Constanţa        | 4-0            | 4-0 (C)  |            |          |
| 1995      | Intertoto Cup    | 1/4              | Girondins de Bordeaux  | 0-2            | 0-2 (F)  |            |          |
| 1996      | Intertoto Cup    | Grupo 5          | Sligo Rovers           | 0-0            | 0-0 (F)  |            |          |
| 1996      | Intertoto Cup    | Grupo 5          | Lillestrøm SK          | 0-1            | 0-1 (C)  |            |          |
| 1996      | Intertoto Cup    | Grupo 5          | FC Nantes              | 1-3            | 1-3 (F)  |            |          |
| 1996      | Intertoto Cup    | Grupo 5 (3e)     | FBK Kaunas             | 3-1            | 3-1 (C)  |            |          |
| 1997      | Intertoto Cup    | Grupo 1          | Dinamo-93 Minsk        | 0-1            | 0-1 (F)  |            | 4º Lugar |
| 1997      | Intertoto Cup    | Grupo 1          | Polonia Varsovia       | 0-0            | 0-0 (C)  |            | 4º Lugar |
| 1997      | Intertoto Cup    | Grupo 1          | MSV Duisburg           | 0-2            | 0-2 (F)  |            | 4º Lugar |
| 1997      | Intertoto Cup    | Grupo 1          | Aalborg BK             | 8-2            | 8-2 (C)  |            | 4º Lugar |
| 1998/99   | Recopa de Europa | 1R               | Amica Wronki           | 4-1            | 3-1 (C)  | 1-0 (F)    |          |
| 1998/99   | Recopa de Europa | 1/8              | NK Varteks Varaždin    | 4-5            | 2-1 (C)  | 2-4 nv (F) |          |
| 1999      | Intertoto Cup    | 3R               | Hammarby IF            | 4-0            | 2-0 (C)  | 2-0 (F)    |          |
| 1999      | Intertoto Cup    | 1/2              | West Ham United FC     | 0-2            | 0-1 (F)  | 0-1 (C)    |          |
| 2000/01   | Champions League | Grupo 1C         | Olympique Lyonnais     | 1-5            | 1-3 (F)  | 0-2 (C)    | 4º Lugar |
| 2000/01   | Champions League | Grupo 1C         | Valencia CF            | 1-2            | 0-1 (C)  | 1-1 (F)    | 4º Lugar |
| 2000/01   | Champions League | Grupo 1C         | Olympiakos Pireo       | 1-2            | 0-2 (F)  | 1-0 (C)    | 4º Lugar |
| 2001      | Intertoto Cup    | 2R               | FHK Liepājas Metalurgs | 8-4            | 2-3 (F)  | 6-1 (C)    |          |
| 2001      | Intertoto Cup    | 3R               | FC Basel               | 3-5            | 1-2 (F)  | 2-3 (C)    |          |
| 2002/03   | UEFA Cup         | 1R               | National Bucarest      | 2-3            | 0-3 (F)  | 2-0 (C)    |          |
| 2003      | Intertoto Cup    | 3R               | Lierse SK              | 5-1            | 4-1 (C)  | 1-0 (F)    |          |
| 2003      | Intertoto Cup    | 1/2              | FC Anet Koper          | 2-1            | 2-0 (C)  | 0-1 (F)    |          |
| 2003      | Intertoto Cup    | F                | Villarreal CF          | 1-2            | 1-2 (C)  | 0-0 (F)    |          |
| 2004/05   | UEFA Cup         | 1R               | Maccabi Petah          | 5-0            | n.g. (F) | 5-0 (C)    |          |
| 2004/05   | UEFA Cup         | Grupo G          | SL Benfica             | 2-4            | 2-4 (F)  |            | 3º Lugar |
| 2004/05   | UEFA Cup         | Grupo G          | VfB Stuttgart          | 1-0            | 1-0 (C)  |            | 3º Lugar |
| 2004/05   | UEFA Cup         | Grupo G          | GNK Dinamo Zagreb      | 2-2            | 2-2 (F)  |            | 3º Lugar |
| 2004/05   | UEFA Cup         | Grupo G          | KSK Beveren            | 1-0            | 1-0 (C)  |            | 3º Lugar |
| 2004/05   | UEFA Cup         | 3R               | Newcastle United FC    | 2-4            | 1-2 (C)  | 1-2 (F)    |          |
| 2005/06   | UEFA Cup         | 1R               | Baník Ostrava          | 5-2            | 0-2 (F)  | 5-0 (C)    |          |
| 2005/06   | UEFA Cup         | Grupo F          | Dinamo Bucarest        | 0-0            | 0-0 (F)  |            | 3º Lugar |
| 2005/06   | UEFA Cup         | Grupo F          | CSKA Moscú             | 0-0            | 0-0 (C)  |            | 3º Lugar |
| 2005/06   | UEFA Cup         | Grupo F          | Olympique Marseille    | 0-1            | 0-1 (F)  |            | 3º Lugar |
| 2005/06   | UEFA Cup         | Grupo F          | Levski Sofia           | 2-1            | 2-1 (C)  |            | 3º Lugar |
| 2005/06   | UEFA Cup         | 3R               | Steaua Bucarest        | 2-3            | 1-3 (C)  | 1-0 (F)    |          |
| 2006/07   | UEFA Cup         | 1R               | Vitória FC             | 3-0            | 3-0 (F)  | 0-0 (C)    |          |
| 2006/07   | UEFA Cup         | Grupo D          | CA Osasuna             | 0-0            | 0-0 (F)  |            | 5º Lugar |
| 2006/07   | UEFA Cup         | Grupo D          | Odense BK              | 0-2            | 0-2 (C)  |            | 5º Lugar |
| 2006/07   | UEFA Cup         | Grupo D          | Parma FC               | 1-2            | 1-2 (F)  |            | 5º Lugar |
| 2006/07   | UEFA Cup         | Grupo D          | RC Lens                | 1-0            | 1-0 (C)  |            | 5º Lugar |
| 2007/08   | UEFA Cup         | 1R               | Helsingborgs IF        | 6-8            | 5-3 (C)  | 1-5 (F)    |          |
| 2008/09   | UEFA Cup         | 1R               | Vitória FC             | 6-3            | 1-1 (F)  | 5-2 (C)    |          |
| 2008/09   | UEFA Cup         | Grupo E          | AC Milan               | 1-3            | 1-3 (C)  |            | 5º Lugar |
| 2008/09   | UEFA Cup         | Grupo E          | VfL Wolfsburg          | 1-5            | 1-5 (F)  |            | 5º Lugar |
| 2008/09   | UEFA Cup         | Grupo E          | SC Braga               | 1-2            | 1-2 (C)  |            | 5º Lugar |
| 2008/09   | UEFA Cup         | Grupo E          | Portsmouth FC          | 0-3            | 0-3 (F)  |            | 5º Lugar |
| 2009/10   | Europa League    | Play-off         | PAOK Salónica          | 1-1 u          | 1-1 (F)  | 0-0 (C)    |          |
| 2009/10   | Europa League    | Grupo D          | Hertha BSC             | 3-3            | 1-0 (F)  | 2-3 (C)    | 3º Lugar |
| 2009/10   | Europa League    | Grupo D          | Sporting CP            | 3-4            | 2-3 (C)  | 1-1 (F)    | 3º Lugar |
| 2009/10   | Europa League    | Grupo D          | FK Ventspils           | 5-0            | 0-0 (F)  | 5-0 (C)    | 3º Lugar |
| 2012/13   | Europa League    | Clasificatoria 3 | Rapid Bucarest         | 4-1            | 4-0 (C)  | 0-1 (F)    |          |
| 2012/13   | Europa League    | Play-off         | Molde FK               | 1-4            | 0-2 (F)  | 1-2 (C)    |          |